# 山海経

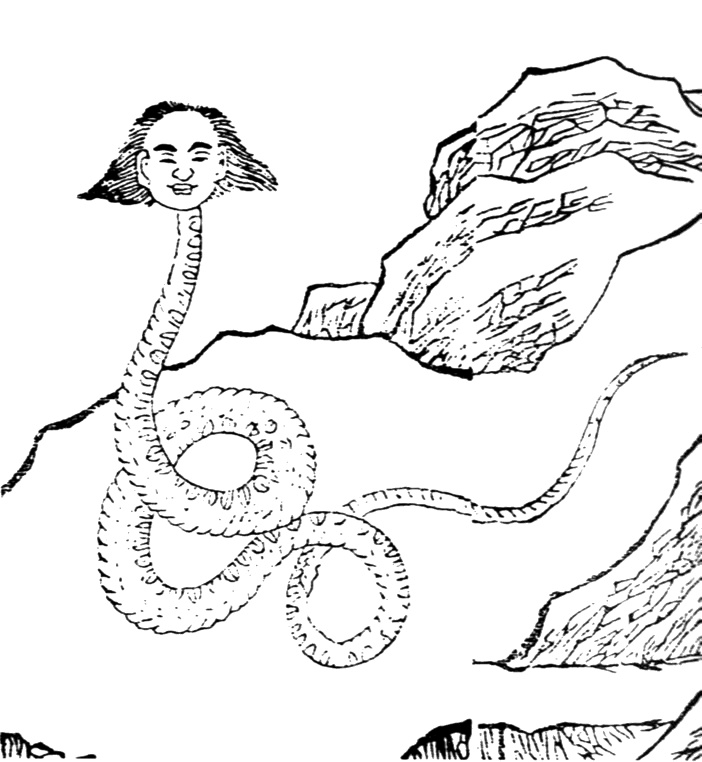
『山海経図絵全像』の女媧

『山海経』（せんがいきょう、山海經、拼音: Shān Hǎi Jīng）は、中国大陸で書かれた地理書。戦国時代から秦朝・漢代（前4世紀 - 3世紀頃）にかけて徐々に付加執筆されて成立したものと考えられており、最古の地理書（地誌）とされる。

## 概要
『山海経』は今日的な地理書ではなく、古代中国人の伝説的地理認識を示すものであり、「奇書」扱いされている。編者は禹およびその治水を助けた伯益であると序などに仮託されているが、実際は多数の著者の手によるものと考えられる。内容のほとんどは各地の動物、植物、鉱物などの産物を記すが、その中には空想的なものや妖怪、神々の記述も多く含まれ、そこに古い時代の中国各地の神話が伝えられていると考えられている。そのため、古代中国の自然観や中国神話の重要な基礎資料となっている。
もともとは、絵地図に解説文の組み合わせで構成され、『山海図経』と呼ばれていたが、古い時代に既に絵地図も失われた。そのため、現在残されている画像は『山海経』本文にある文章から逆算された後世の想像によるものであり、伝来する系統によって全く違う画像となっているものも存在している。（#山海経図を参照）
また、本文も当初そのままのものは伝来してはおらず、後世に編集・再構成が施されているため、各所各所で復元のされていない箇所、再構成によって方位など文意の不明確な箇所も存在している（脱簡・錯簡が起こってしまっている）。五蔵山経（南山経から中山経の5巻）では本文中にその巻に登場した山の数、距離を合計して何里あるかを示す文章が登場しているが、おおよそ本文に示されている山の数・距離と計算が合っていない。これは復元されずに消滅してしまった文章が存在しているためであると考えられている。
構成している総編数・総巻数には時代によって異同があり、劉歆（りゅうきん）が漢室にたてまつった際には伝わっていた32編を校訂して18編としたとされている。『漢書』「芸文志」では13編。『隋書』「経籍志」や『新唐書』「芸文志」では23巻、『旧唐書』「経籍志」では18巻。『日本国見在書目録』では21巻としている。現行本は、西晋の郭璞（かくはく）の伝（注釈）を付しており、5部18巻となっている。
河南省の洛陽近郊を中心として叙述されている五蔵山経は、時代を追って成立した本書の中でも最古の成立であり、儒教的な傾向を持たない中国古代の原始山岳信仰を知る上で貴重な地理的資料となっている。地理学者・小川琢治は、洛陽を中心としている点・後の儒学者たちが排除した伝説や鬼神の多く登場する点・西王母が鬼神のような描写である点から、五蔵山経の部分の成立は東周の時代ではないかと推定をしている。
日本には9世紀末には伝来し、江戸時代に入ると、1670年（寛文10年）に刊本として刊行された。それ以後、何度か和刻本が刊行され、戯作の素材としても用いられた。

## 構成

### 山経
五蔵山経とも。『山海経』の最も核となる内容を有する。古くはこの「山経」に属するものだけが存在していたと考えられる。
南山経
《一経》招揺山から箕尾山まで。
《二経》柜山から漆呉山まで。
《三経》天虞山から南禺山まで。
西山経
《一経》銭来山から騩山まで。
《二経》鈐山から萊山まで 。
《三経》崇吾山から翼望山まで。
《四経》陰山から崦嵫山まで。
北山経
《一経》単狐山から隄山まで。
《二経》管涔山から敦題山まで 。
《三経》太行山から錞于毋逢山まで。
東山経
《一経》樕𧑤山から竹山まで。
《二経》空桑山から䃌山まで。
《三経》尸胡山から無皋山まで。
《四経》北号山から太山まで。
中山経
《一経》甘棗山から鼓鐙山まで。
《二経》煇諸山から蔓渠山まで。
《三経》敖岸山から和山まで。
《四経》鹿蹄山から玄扈山まで。
《五経》苟牀山から陽虚山まで。
《六経》平逢山から陽華山まで。
《七経》休輿山から大騩山まで。
《八経》景山から琴鼓山まで。
《九経》女几山から賈超山まで。
《十経》首陽山から丙山まで。
《十一経》翼望山から几山まで。
《十二経》篇遇山から栄余山まで。

### 海経
主に異国についての情報を記している。五蔵山経に付け加えられたものであると考えられる。
海外南経
西南の隅から東南の隅にかけて。
海外西経
西南の隅から西北の隅にかけて。
海外北経
西北の隅から東北の隅にかけて。
海外東経
東南の隅から東北の隅にかけて。
海内南経
東南の隅から西のようす。
海内西経
西南の隅から北のようす。
海内北経
西北の隅から東のようす。
海内東経
東北の隅から南のようす。
大荒東経
東の海のようす。日や月の昇る地域のようす。
大荒南経
南の海のようす。
大荒西経
西北の海のようす。日や月の入る地域のようす。
大荒北経
東北の海の外のようす。
海内経
東の海の内のようす。

## 山海経図
古代においては『山海経』は絵地図としても構成されており、山・川・海・森林などが描き込まれ、そこに神・人物・動物・植物・鉱物が描かれていたと考えられている。とりわけ現行の『山海経』の特に海経に属する本文に存在する「杯に持って東に向かって立つ」（海内北経・蛇巫山）「几（つくえ）にもたれる」（海内北経・西王母）「東を向き崑崙の上に立つ」（海内西経・開明獣）などの描写は、本来は絵地図上に描かれた画像そのものの形を示していたと見られている。
現在確認されている『山海経』の図を持つ文献には以下のものが主に存在する。いずれも明の時代、あるいは清の時代に作られた版本などであるが、この他、同種の絵巻物も存在していたと見られている。
- 明　広陵蒋応鎬絵図『山海経図絵全像』
- 明　胡文煥『山海経図』
- 清　『増補絵像山海経広注』

『三才図会』などの類書には『山海経』が資料として引かれており、神・動物・異国などの情報と絵が収録されている。また、明の時代に邊景昭（べんけいしょう）の描いた絵巻物『百獣図』（1447年）にも『山海経』に由来するものと見られる動物などが多数描かれている。
日本では、江戸時代に描かれた絵巻物などに『山海経』の版本に描かれている神や動物を描いたものが確認されている。ただし記された情報に錯綜など多くが見られることから『山海経』の原文そのものを資料としておらず、中間に別の資料があり、それらを参考にして描かれたものであると考えられている。
- 『怪奇鳥獣図巻』[10]
- 『十二霊獣図巻』　「ソウ」や「リョウシツ」など『山海経』に見られるものが描かれている。典拠には『三才図会』など類書との関係が見られている[11]。
- 『百鬼夜行画巻』　『百怪図巻』などに見られる日本の妖怪が描かれるが、後半に『山海経』のものが描かれている。長野市の真田宝物館に所蔵されている[12]。

## 山海経の神々と妖怪
- 開明獣
- 窮奇（キュウキ）
- 羲和
- 燭陰
- 饕餮（トウテツ）
- 禺彊（グウキョウ）
- 句芒（クボウ）
- 祝融（シュクユウ）
- 蓐収（ジョクシュウ）
- 西王母
- 女媧（ジョカ）
- 九尾狐（キュウビコ）
- 讙（カン）
- 孟極（モウキョク）
- 竦斯（ショウシ）
- 白鵼
- 貫匈人（カンキョウジン）
- 夔（キ）
- 天狗
- 応竜